# Jüdisches Nachrichtenblatt (Berlin)
Das Jüdische Nachrichtenblatt war eine von 1938 bis 1943 in Berlin herausgegebene Zeitschrift mit dem Untertitel Jüdischer Kulturbund in Deutschland. Verantwortlicher Redakteur war Leo Kreindler.
Das anfangs zwei Mal pro Woche, später wöchentlich herausgegebene Blatt erschien erstmals im Jahr der im Vorfeld des Holocausts organisierten Novemberpogrome 1938 und noch während des Zweiten Weltkrieges bis 1943.
Die Zeitschriftendatenbank (ZDB) erschloss das Periodikum im Sondersammelgebiet FID-JUDAICA-DE-30 in den Sachgruppen 070 Nachrichtenmedien, Journalismus Verlagswesen und 290 Andere Religionen mit den Schlagwörtern Deutschland, Juden und Zeitschrift.
Das Jüdische Nachrichtenblatt unterlag nie den Prinzipien der Pressefreiheit. Es nahm laut den Informationen des Leo Baeck Instituts seine Berichterstattung auf, nachdem jüdische Zeitungen ihr Erscheinen einstellen mussten. An ihre Stelle trat das von den Nazis angeordnete Jüdische Nachrichtenblatt – „the Nazis ordered the creation of one new Jewish newspaper“ –, das unter strenger Kontrolle des nationalsozialistischen Regimes stand. Ausschließlich akzeptierte Texte durften veröffentlicht werden.